# Montserrat Fornells i Solé
Montserrat Fornells i Solé (Ribelles, Vilanova de l'Aguda, 1983) és una politòloga i política catalana, diputada al Parlament de Catalunya en la XI Legislatura, XII Legislatura i XIII-XIV Legislatura.
Llicenciada en Ciències Polítiques i de l'Administració per la Universitat Pompeu Fabra i postgrau en Gestió i Administració Local per la Universitat Autònoma de Barcelona. De 2006 a 2007 ha treballat a Gestimpost, empresa encarregada de tributs locals a la província de Lleida, i de 2007 a 2015 ha estat assessora a la Diputació de Lleida del grup d'ERC.
També és membre del grup de grallers Tot Cugula del seu municipi natal i membre de la Comissió de Festes del nucli agregat de Ribelles. Implicada en el procés independentista català, és sòcia d'Òmnium Cultural, de l'Assemblea Nacional Catalana i de la Plataforma per la Llengua.
És militant de les JERC i d'Esquerra Republicana de Catalunya des de 2007. Membre de l'Executiva Regional d'ERC a Lleida del 2012 al 2020 i des del febrer del 2020 escollida Secretària General de la Federació Regional d'Esquerra Republicana a Lleida- Del febrer del 2022 a l'octubre del 2023 ha estat la presidenta regional d'ERC a Lleida, Del 2016 al 2019, ha estat membre de l'Executiva Nacional d'ERC com a presidenta del Consell Municipal, així com també durant el seu mandat com a presidenta regional.
A les eleccions municipals de 2007 fou escollida alcaldessa de Vilanova de l'Aguda dins les llistes d'ERC, càrrec que va revalidar a les eleccions de 2011, 2015 i 2019. De 2011 a 2015 ha estat consellera comarcal del Consell Comarcal de la Noguera. També ha estat vicepresidenta de l'Associació de Municipis per la Independència (AMI) des del juliol de 2015 fins al juliol 2019. A les eleccions municipals del maig del 2023 va decidir no presentar-se a la reelecció com alcaldessa de Vilanova de l'Aguda, deixant així de ser-ho després de 16 anys.
Ha estat escollida diputada per Lleida dins la llista de Junts pel Sí a les eleccions al Parlament de Catalunya de 2015.
A les eleccions al Parlament de Catalunya de 2017 fou re-escollida diputada, aquesta vegada amb la llista d'Esquerra Republicana de Catalunya-Catalunya Sí.
En la XI Legislatura al Parlament (2015-2017), va ser vicepresidenta de la Comissió d'Interior i membre de les Comissions d'Interior, Salut, Agricultura i Joventut.
En la XII Legislatura al Parlament (2018-2020), va ser presidenta de la Comissió de Treball, Afers Socials i Famílies. També va ser portaveu del grup republicà a la Comissió d'Interior, a la Comissió d'Investigació dels Atemptats del 17 i el 18 d'Agost del 2017 i a la Comissió de Matèries Reservades i membre a la Comissió d'Agricultura, Ramaderia, Pesca i Alimentació. A més a més, ha estat ponent de la Llei de prevenció de les pèrdues i el malbaratament alimentaris.El 8 de juny de 2021 ha estat nomenada nova Directora General de l'Administració Local del Govern de la Generalitat de Catalunya.
Del juny del 2021 al Desembre del 2022, va ser membre del Govern de la Generalitat com a Directora General d'Administració Local.
Al desembre del 2022, després de la renúncia de la Meritxell Serret de l'acta de diputada al Parlament, va tornar a ser escollida diputada al Parlament de la XIII-XIV Legislatura. Durant aquesta legislatura ha estat presidenta de la Comissió d'Interior del Parlament, a més a més, de membre a les comissions d'Agricultura, Ramaderia, Pesca i Alimentació i secretària a la Comissió de Matèries Reservades.
Després de la convocatòria d'eleccions al Parlament pel proper 12 de maig, va decidir no presentar-se a la reelecció i posar fi a la seva etapa com a Diputada al Parlament.
Al deixar la seva activitat política, es dedica a la docència fent de professora de secundària.